# Человек с крестом
«Человек с крестом» (итал. L'uomo dalla croce) — кинофильм режиссёра Роберто Росселлини, вышедший на экраны в 1943 году. Последняя картина из так называемой «фашистской трилогии» Росселлини, куда относятся также такие ленты, как «Белый корабль» (1941) и «Пилот возвращается» (1942).

## Сюжет
Действие происходит летом 1942 года на Восточном фронте, где итальянские части ведут наступление на позиции советских войск. В центре сюжета — молодой военный капеллан, приписанный к одному из танковых подразделений. Когда танкистам поступает приказ о срочном выдвижении, он остаётся в палатке вместе с тяжело раненным солдатом. Вскоре их захватывают советские военные и препровождают в расположенное неподалёку село, где капеллан сразу же приступает к «работе» среди местного крестьянского населения. Тем временем итальянцы разворачивают наступление, и село оказывается в эпицентре жестокого сражения...

## В ролях
- Альберто Тавацци — военный капеллан
- Росвита Шмидт — Ирина
- Аттилио Доттезио — раненый танкист
- Дорис Хильд — русская крестьянка
- Зоя Венеда — русская крестьянка
- Антонио Мариетти — Сергей, народный комиссар
- Пьеро Пасторе — Бейров